# Wojejaiong
Wojejaiong (auch: Ujajiivan Island, Ujajiiyan, Wojejāiōn, Wojejalong) ist eine Insel des Kwajalein-Atolls in der Ralik-Kette im ozeanischen Staat der Marshallinseln (RMI).

## Geographie
Das Motu liegt im südwestlichen Saum des Atolls. Es ist durch den Wojejairok Pass getrennt von Wojejairok im Osten. Zwei kleine, namenlose Motu führen weiter nach Westen bis Jiee.

## Klima
Das Klima ist tropisch heiß, wird jedoch von ständig wehenden Winden gemäßigt. Ebenso wie die anderen Orte der Kwajalein-Gruppe wird Wojejaiong gelegentlich von Zyklonen heimgesucht.